# Adalbert Wirkhaus
Adalbert Wirkhaus (* 17. Mai 1880 im Dorf Väägvere, Gemeinde Sootaga, heute Landgemeinde Tartu; † 19. Dezember 1961 in Fort Lauderdale, Florida, Vereinigte Staaten) war ein estnischer Komponist, Chorleiter und Dirigent.

## Leben und Werk
Adalbert August Wirkhaus wurde als Sohn des Dirigenten David Otto Wirkhaus (1837–1912) geboren. Der Vater war unter anderem Leiter des estnischen Sängerfests.
Adalbert Wirkhaus studierte am Königlichen Konservatorium der Musik zu Leipzig Dirigieren bei Arthur Nikisch und Komposition bei Max Reger. 1908 machte er in Leipzig seinen Abschluss.
Nach einer kurzen Anstellung als zweiter Dirigent am Deutschen Sommertheater in Tartu zog Wirkhaus nach Tallinn. Vom Herbst 1908 bis 1912 war er Chefdirigent und musikalischer Leiter am Konzert- und Opernhaus Estonia. Dort dirigierte er die ersten Opern- und Operettenaufführungen, am 14. November 1908 auch die erste dort aufgeführte Oper, Das Nachtlager in Granada von Conradin Kreutzer. Am 1. April 1911 wurde im Estonia Wirkhaus' Operette Jaaniöö, die erste estnische Operette überhaupt, uraufgeführt.
Von 1912 bis 1917 war Adalbert Wirkhaus Dirigent der Musik-Vereinigung Säde in Valga. Von 1918 bis 1943 unterrichtete er Musik in Tartu, unter anderem am renommierten Hugo-Treffner-Gymnasium. 1919 gründete er gemeinsam mit August Nieländer (1887–1986) die Tartuer Musikschule (Tartu Muusikakool).
1944 floh Adalbert Wirkhaus vor der heranrückenden Roten Armee nach Deutschland. Von 1949 bis zu seinem Tod lebte er in den USA. Dort war er vor allem als Organist, Komponist und Chorleiter aktiv.

## Privatleben
Sein Sohn ist der Komponist und Dirigent Taavo Virkhaus (* 1934).

## Kompositionen (Auswahl)
- Drei Charakterstücke (für Sinfonieorchester, 1908)
- Jaaniöö (Operette nach einem Libretto von Paul Pinna, 1911)
- Estnische Suite I (für Sinfonieorchester, 1918)
- Veskineiu (Operette nach einem Libretto von Agnes Taar, 1932)
- Kevadtormid (Operette nach einem Libretto von Friida Wirkhaus, 1934)
- Estnische Suite I (für Sinfonieorchester, 1938)
- Aastaajad (für Männerchor, Text von Henrik Visnapuu, 1951)
- Kõnelused Issandaga (für gemischten Chor, Bariton und Klavier; Text von Henrik Visnapuu, 1951)
- Weihnachtskantate (für gemischten Chor, Solisten und Orgel, 1954)
- Auferstehungs-Kantate (für gemischten Chor, Solisten und Orgel, 1955)